# Caucete
Caucete és una ciutat de la província de San Juan a la regió geogràfica de Cuyo (Argentina), capital del Departament de Caucete. Es troba a uns 30 km de la capital provincial. La seva principal activitat és la producció vitivinícola. La religió majoritària és la catòlica, s'anomenava anteriorment Villa Colón.

## Etimologia del nom Caucete
Caucete neix del terme huarpe Sankancete, nom del cacic que dirigia a la tribu Huarpe, de manera que el topònim Caucete té les seves arrels de l'idioma Huarpe.

## Història
Caucete fou fundat per José María de los Ríos el 17 d'octubre de 1893. El 1886 va disposar de la primera línia telefònica i el 1899 un important establiment industrial fariner anomenat Molí Jesús. Anys més tard, amb els carrers ja delimitades, se'ls va col·locar noms i es va deixar l'espai per als edificis públics. Finalment, la vila va ser creuada per una àmplia avinguda que va rebre el nom de Diagonal Sarmiento.
El 1926 va disposar de transport amb la ciutat de San Juan de la Frontera, i el 27 d'abril de 1936, va ser inaugurat el pont de ferro sobre el riu San Juan, l'hospital Doctor César Aguilar el 1938 i la planta potabilitzadora d'aigua potable el 1952.

## Economia
La principal activitat és agrícola, amb vinya i olivera, i el pasturatge.
El 23 de novembre de 1977 un sisme va arrasar la ciutat de Caucete.